# Жељко Касап
Жељко Касап је српски глумац и режисер рођен 12. новембра 1968. године у Загребу. Ожењен је и има двоје дјеце, сина Дамјана и кћерку Софију. Најпознатији је по улози Неђељка у филму Добро јутро комшија који је врло популаран у Републици Српској и Србији.
Жељко Касап живи и ради у Приједору.

## Филмографија
| Год.  | Назив                   | Улога                   |
| ----- | ----------------------- | ----------------------- |
| 2003. | Без Пардона             |                         |
| 2005. | Хероји за један дан     | Раја                    |
| 2007. | Урота                   | Филиповић               |
| 2007. | Доевропљани             |                         |
| 2008. | Турнеја                 | прави муслимански борац |
| 2010. | Неке друге приче        | мајстор 1#              |
| 2011. | Топ је био врео         | Чика                    |
| 2012. | Добро јутро, комшија    | Неђељко                 |
| 2014. | Добро јутро, комшија 2  | Неђељко                 |
| 2016. | Добро јутро, комшија 3  | Неђељко                 |
| 2017. | Добро јутро, комшија 4  | Неђељко                 |
| 2019. | Добро јутро, комшија 5  | Неђељко                 |
| 2020. | Срећан пут, комшија     | Неђељко                 |
| 2021. | Добро јутро, комшија 7  | Неђељко                 |
| 2022. | Добро јутро, комшија 8  | Неђељко                 |
| 2023. | Добро јутро, комшија 9  | Неђељко                 |
| 2024. | Добро јутро, комшија 10 | Неђељко                 |
| 2025. | Добро јутро, комшија 11 | Неђељко                 |